# Lokalbahn Nezamislitz–Morkowitz
| Kursbuchstrecke (SŽ): | 302 (2005)           |                    |                    |
| Streckenlänge: | 11,935 km            |                    |                    |
| Spurweite: | 1435 mm (Normalspur) |                    |                    |
| Streckengeschwindigkeit: | 40 km/h              |                    |                    |
| |                      |                    |                    |
| \| \| \| von Šternberk \| \| \| \| \| von Přerov \| \| \| \| 0,000 \| Nezamyslice \| 210 m \| \| \| \| nach Brno \| \| \| \| \| Haná \| \| \| \| 1,660 \| Těšice \| Těšice \| \| \| 2,700 \| Tištín \| Tištín \| \| \| 6,909 \| Kovalovice-Osíčany \| Kovalovice-Osíčany \| \| \| 7,724 \| Prasklice \| Prasklice \| \| \| 9,336 \| Uhřice u Kroměříže \| Uhřice u Kroměříže \| \| \| 11,935 \| Morkovice \| Morkovice \| |                      |                    |                    |
| Strecke |                      | von Šternberk      | von Šternberk      |
| Abzweig geradeaus und von links |                      | von Přerov         | von Přerov         |
| Bahnhof | 0,000                | Nezamyslice        | 210 m              |
| Abzweig ehemals geradeaus und nach rechts |                      | nach Brno          | nach Brno          |
| Brücke über Wasserlauf (Strecke außer Betrieb) |                      | Haná               | Haná               |
| Haltepunkt / Haltestelle (Strecke außer Betrieb) | 1,660                | Těšice             | Těšice             |
| Haltepunkt / Haltestelle (Strecke außer Betrieb) | 2,700                | Tištín             | Tištín             |
| Haltepunkt / Haltestelle (Strecke außer Betrieb) | 6,909                | Kovalovice-Osíčany | Kovalovice-Osíčany |
| Haltepunkt / Haltestelle (Strecke außer Betrieb) | 7,724                | Prasklice          | Prasklice          |
| Haltepunkt / Haltestelle (Strecke außer Betrieb) | 9,336                | Uhřice u Kroměříže | Uhřice u Kroměříže |
| Kopfbahnhof Streckenende (Strecke außer Betrieb) | 11,935               | Morkovice          | Morkovice          |

Die Lokalbahn Nezamislitz–Morkowitz (tschech.: Místní dráha Nezamyslice–Morkovice) war eine staatlich garantierte Lokalbahn-Aktiengesellschaft im heutigen Tschechien. Die Strecke der Gesellschaft führte in Mähren von Nezamyslice nach Morkovice. Die Gesellschaft hatte ihren Sitz in Morkovice.

## Geschichte
Am 27. September 1909 wurde „dem Vizepräsidenten des Landeskulturrates in Mähren Dr. Kyrill Seifert in Napajedl die erbetene Konzession zum Baue und Betriebe einer als normalspurige Lokalbahn auszuführenden Lokomotiveisenbahn von der Station Nezamylitz der k.k. Staatsbahnlinie Brünn–Prerau nach Morkowitz“ erteilt. Teil der Konzession war die Verpflichtung, den Bau der Strecke sofort zu beginnen und binnen zwei Jahren fertigzustellen.  Das Aktienkapital der Gesellschaft betrug insgesamt 600.000 Kronen. Am 30. November 1909 wurde die Strecke eröffnet.
Den Betrieb führte die Betriebsdirektion Brünn-Czernowitz auf Rechnung der Lokalbahn Nezamislitz–Morkowitz aus. 1945 wurde die Lokalbahn Nezamislitz–Morkowitz verstaatlicht und die Strecke wurde ins Netz der ČSD integriert.
Die Strecke wurde noch bis 1996 im Personen- und Güterverkehr betrieben, seit 2005 ist sie stillgelegt.

## Lokomotiven
Die Betriebsdirektion Brünn-Czernowitz beschaffte für die Lokalbahn Nezamislitz–Morkowitz zwei vierfachgekuppelte Tenderlokomotiven von der Ersten Böhmisch-Mährischen Maschinenfabrik in Prag, wie sie zuvor schon für die Lokalbahn Friedland–Bila gebaut worden waren. Die beiden Lokomotiven kamen 1945 noch in den Bestand der ČSD. Die ehemalige 410.02 (ČSD 422.0108) blieb im Eisenbahnmuseum Bratislava für die Nachwelt erhalten.
| Lokomotiven der Lokalbahn Nezamislitz–Morkowitz | Lokomotiven der Lokalbahn Nezamislitz–Morkowitz | Lokomotiven der Lokalbahn Nezamislitz–Morkowitz | Lokomotiven der Lokalbahn Nezamislitz–Morkowitz | Lokomotiven der Lokalbahn Nezamislitz–Morkowitz | Lokomotiven der Lokalbahn Nezamislitz–Morkowitz | Lokomotiven der Lokalbahn Nezamislitz–Morkowitz |
| Nr.                                             | Bauart                                          | Baujahr                                         | Hersteller                                      | ČSD-Nr.                                         | Ausmusterung                                    | Verbleib                                        |
| ----------------------------------------------- | ----------------------------------------------- | ----------------------------------------------- | ----------------------------------------------- | ----------------------------------------------- | ----------------------------------------------- | ----------------------------------------------- |
| 410.02                                          | Dt n2v                                          | 1909                                            | BMMF                                            | 422.905 (1925), 422.0108 (1948)                 | 1970                                            | MDC Bratislava                                  |
| 410.03                                          | Dt n2v                                          | 1909                                            | BMMF                                            | 422.906 (1925), 422.0109 (1948)                 | 1962                                            |                                                 |